# Jacob de la Rose
Jacob Waldemar De La Rose, född 20 maj 1995 i Arvika i Värmlands län, är en svensk professionell ishockeyspelare som spelar för Färjestad BK i SHL.
Han har tidigare spelat på NHL-nivå för St. Louis Blues, Detroit Red Wings och Montreal Canadiens och på lägre nivåer för St. John's IceCaps och Hamilton Bulldogs i AHL samt Leksands IF i SHL.
Han har spelat för Sveriges landslag på juniornivå och varit med att erövra två silvermedaljer, dels vid U18-VM i ishockey 2012 och dels vid JVM 2013. Han har även spelat för Tre Kronor, bland annat vid VM 2018 och Olympiska vinterspelen 2022.

## Spelarkarriär

### Tidig karriär
De La Roses moderklubb är Arvika HC. Han spelade juniorishockey för Nor IK och Färjestad BK.
Inför säsongen 2010/11 värvades De la Rose till Leksands IF för spel i klubbens juniorverksamhet. Påföljande säsong, 2011/12, spelade han 14-matcher för Leksand i HockeyAllsvenskan. Han var med och tog Leksand tillbaka till SHL 2013. Säsongen 2013/14 noterades han för 13 poäng på 49 spelade matcher för Leksand i SHL.

### NHL
De la Rose blev draftad av Montréal Canadiens i andra rundan, som 34:e spelaren totalt, i NHL Entry Draft 2013.
Han spelade 133 matcher för Canadiens under fyra säsonger mellan 2014 och 2018 och gjorde 27 mål, 29 assist och 56 poäng under sin tid i klubben. Han plockades på waivers av Detroit Red Wings den 17 oktober 2018. Säsongen 2018/19 noterades han för 9 poäng på 60 spelade matcher. I november 2019 värvades han till St Louis  Blues, där han stannade till våren 2021.

### Färjestad BK
I början av juni 2021 blev det officiellt att De la Rose skrivit på ett treårskontrakt med Färjestad BK i SHL.

### Schweiz
I mars 2022 stod det klart att De la Rose lämnar Färjestad BK inför säsongen 2022/23 för spel i Fribourg-Gotteron i National League i Schweiz.

## Meriter
- U18-VM 2013 femma med U18 landslaget.
- U18-VM 2012 silver med U18 landslaget.
- JVM 2013 silver med Sveriges herrjuniorlandslag i ishockey
- JVM 2014 silver med Sveriges herrjuniorlandslag i ishockey
- Ivan Hlinkas minnesturnering 2012 trea med U18 landslaget.
- Flest poäng av U18-spelare i Hockeyallsvenskan 2012/2013
- SHL avancemang med Leksands IF Hockeyallsvenskan 2012/2013